# Brochiraja aenigma
Brochiraja aenigma är en rockeart som beskrevs av Last och McEachran 2006. Brochiraja aenigma ingår i släktet Brochiraja och familjen egentliga rockor. IUCN kategoriserar arten globalt som otillräckligt studerad. Inga underarter finns listade.